# Qiupalong
Qiupalong, ("drak ze souvrství Qiupa") byl štíhle stavěný dinosaurus, patřící mezi ornitomimosaurní teropody (skupinu primárně dravých dvounohých dinosaurů). Tento "pštrosí dinosaurus" žil na území dnešní čínské provincie Che-nan. Je jediným bezpečně známým zástupcem svrchnokřídových ornitomimidů mimo poušť Gobi a zároveň nejjižněji žijícím východoasijským ornitomimidem své doby. Typový a jediný známý druh Q. henanensis byl popsán týmem čínských paleontologů v roce 2011.

## Tělesné rozměry
Qiupalong byl středně velkým ornitomimosaurem, dosahoval délky asi 3 metry a hmotnosti současné ovce.